# Ковалевская, Евгения Григорьевна
Евгения Григорьева Ковалевская (19 декабря 1924 — 1 июля 2011) — советский и российский лингвист, преподаватель высшей школы. Доктор филологических наук (1971), профессор (1974). Специалист в области истории русского литературного языка, стилистики художественной речи, анализа языка художественной литературы.

## Биография
Родилась в семье петроградского рабочего Григория Ивановича Егорова. Мать, Анна Ивановна, с 1912 по 1917 гг. была прислугой в дворянской семье.
В августе 1941 года семья эвакуировалась в Горьковскую область, кроме отца, который остался в Ленинграде и умер от голода в январе 1942 года.
В 1943 г. окончила 10-й класс в школе пос. Лысково с «золотым аттестатом», поступила в Горьковский педагогический институт. В 1944 г. после возвращения из эвакуации перевелась на 2 курс Ленинградского государственного университета.
С 1 декабря 1948 г. — аспирант ЛГУ.
Декабрь 1951 — 1 сентября 1952 г. — после окончания аспирантуры по распределению работала старшим преподавателем кафедры русского языка Тартуского университета.
В 1952—1956 гг. младший научный сотрудник словарного отдела русского языка Ленинградского отделения Института языкознания АН. Принимала участие в составлении первого издания четырёхтомного «Словаря русского языка» под редакцией Анастасии Петровны Евгеньевой.
В 1955 г. защитила кандидатскую диссертацию «Борьба вокруг карамзинской реформы в конце XVIII — начале XIX веков».
В 1956—1994 гг. ассистент, доцент, профессор кафедры русского языка ЛГПИ (с 1991 г. — Российский государственный педагогический университет имени А. И. Герцена).

## Семья
30 апреля 1948 года вышла замуж за одноклассника Константина Феликсовича Ковалевского (умер в 1987 г.).

## Основные работы
- Лингвистическое исследование текстов русских драматических произведений конца XVII — первой четверти XIX веков. Диссертация на соискание ученой степени доктора филологических наук. — Л., 1971. — Т. 1. — 351 л.; Т. 2. — 352 л. — 688 л.
- История русского литературного языка: Учебник для педагогических институтов по специальности № 2101"Русский язык и литература". — М.: Просвещение, 1978. 384 с.
- История русского литературного языка: Учебник для студентов педагогических университетов и институтов по специальности «Русский язык и литература». — 2-е изд., перераб. — М.: Просвещение, 1992. — 303 с.
- История слов. Книга для учащихся. — М.-Л.: «Просвещение» [Ленинградское отделение], 1968. — 144 с.
- Ковалевская Е. Г. Избранное. 1963—1999 / Под ред. д-ра филол. наук проф. К. Э. Штайн. — СПб. — Ставрополь: Изд-во СГУ, 2012. — 687 с. https://textus2006.narod.ru/Kovalevskaya.pdf
- Универсальный справочник по орфографии и пунктуации : со слов. и тестами / М. Б. Елисеева, Е. Г. Ковалевская. - [Изд. 2-е, испр. и доп.]. - СПб. : Паритет, 2006. - 413, [1] с.; 21 см.; ISBN 5-93437-008-1 : 6000
- Елисеева М. Б., Б. М. Шульман, Е. Г. Ковалевская. Справочник по орфографии и пунктуации : практическое пособие. — 5-е изд., испр. и доп. — Москва : Издательство Юрайт, 2024. — 325 с. https://urait.ru/book/spravochnik-po-orfografii-i-punktuacii-539598